# Hejira
| Recensione              | Giudizio      |
| ----------------------- | ------------- |
| AllMusic                | [ 1 ]         |
| Robert Christgau        | B+            |
| Storia della musica     | [ 3 ]         |
| Sputnikmusic            | 5.0 (Classic) |
| Piero Scaruffi          | [ 5 ]         |
| Dizionario del Pop-Rock | [ 6 ]         |
| 24.000 dischi           | [ 7 ]         |

Hejira è il nono album discografico della cantante canadese Joni Mitchell, pubblicato dall'etichetta Asylum Records nel novembre del 1976.. Occupa la 133ª posizione nella classifica dei 500 migliori album di tutti i tempi stilata dalla rivista Rolling Stone

## Il disco
Hejira è un album dal profilo autonomo: non può considerarsi in continuità con un precedente lavoro né avrà alcun seguito. Alterna la stimolazione da cocaina, l’ubriacatura d’amore e momenti di sobria lucidità. La maggioranza dei brani è in prima persona ed è caratterizzata dalla sincerità dei versi; e in questo echeggia  Blue – mostrando la stessa volubilità sentimentale del suo quarto album ma con un diverso livello di consapevolezza.
Molte composizioni sono state create in auto mentre la cantante viaggiava, dapprima in compagnia di due amici e poi in solitaria, da Los Angeles al Maine, poi New York, la Florida e il ritorno a Los Angeles attraversando gli Stati meridionali. Questo spiega la ragione per la quale tutti i brani sono concepiti con l’accompagnamento della chitarra e non del pianoforte.
In quest'album è notevole anche la partecipazione del bassista Jaco Pastorius, che è riuscito a interpretare la musica di Mitchell come lei l'aveva pensata. Infatti, durante l'incisione dell'album, i bassisti avevano dato molti problemi in quanto, non conoscendo gli accordi di Mitchell, non riuscivano a trovare una linea di basso soddisfacente. Pastorius, invece, si destreggiava nelle molteplici interpretazioni degli accordi e dava ugual peso a ognuna di esse, producendo finalmente una linea di basso ma senza snaturare la musica di Mitchell.
Il 23 dicembre 1976 ottenne la certificazione di disco d'oro dalla RIAA.

## I brani
- Coyote venne scritta durante il Rolling Thunder Revue sotto l’effetto della cocaina e l’influsso di Sam Shepard, con il quale la compositrice ebbe una breve relazione sentimentale. Alcuni versi ricalcano il tipo di compagnie femminili del drammaturgo statunitense, tipologia che coincide con quella di Jaco Pastorius il quale – secondo un’altra versione – sarebbe qui il soggetto del fugace rapporto con Joni Mitchell,[20] ispirata nella composizione dall’energia emotiva dell’amore e del sesso.[21] Il testo disegna un conflitto relazionale che è simboleggiato da un falco e da un coyote,[22] e accenna a un uomo che furtivo insegue la musicista per tutto il Canada;[23] le righe bianche citate al termine della canzone non si riferiscono alla strada ma alludono alle strisce di cocaina.[24] I versi sono rimati ma hanno un diverso numero di sillabe, pertanto rappresentano un modello di verso libero.[25] Il brano occupò il lato a di un singolo, con Blue Motel Room sul lato b.[26]

- Amelia, composta guidando in Arizona,[27] è dedicata all’aviatrice Amelia Earhart a quarant’anni dalla sua scomparsa nell’Oceano Pacifico. Joni Mitchell ebbe l’ispirazione quando vide sei jet decollare dal deserto, e associò questa visione alle corde della propria chitarra,[28]  il cui riverbero nel brano ha in sottofondo il vibrafono e la chitarra solista che creano macchie di colore e voci subliminali.[29] La musicista si identifica nella leggendaria aviatrice solitaria, come a Joni Mitchell spesso capitò di essere.[30]

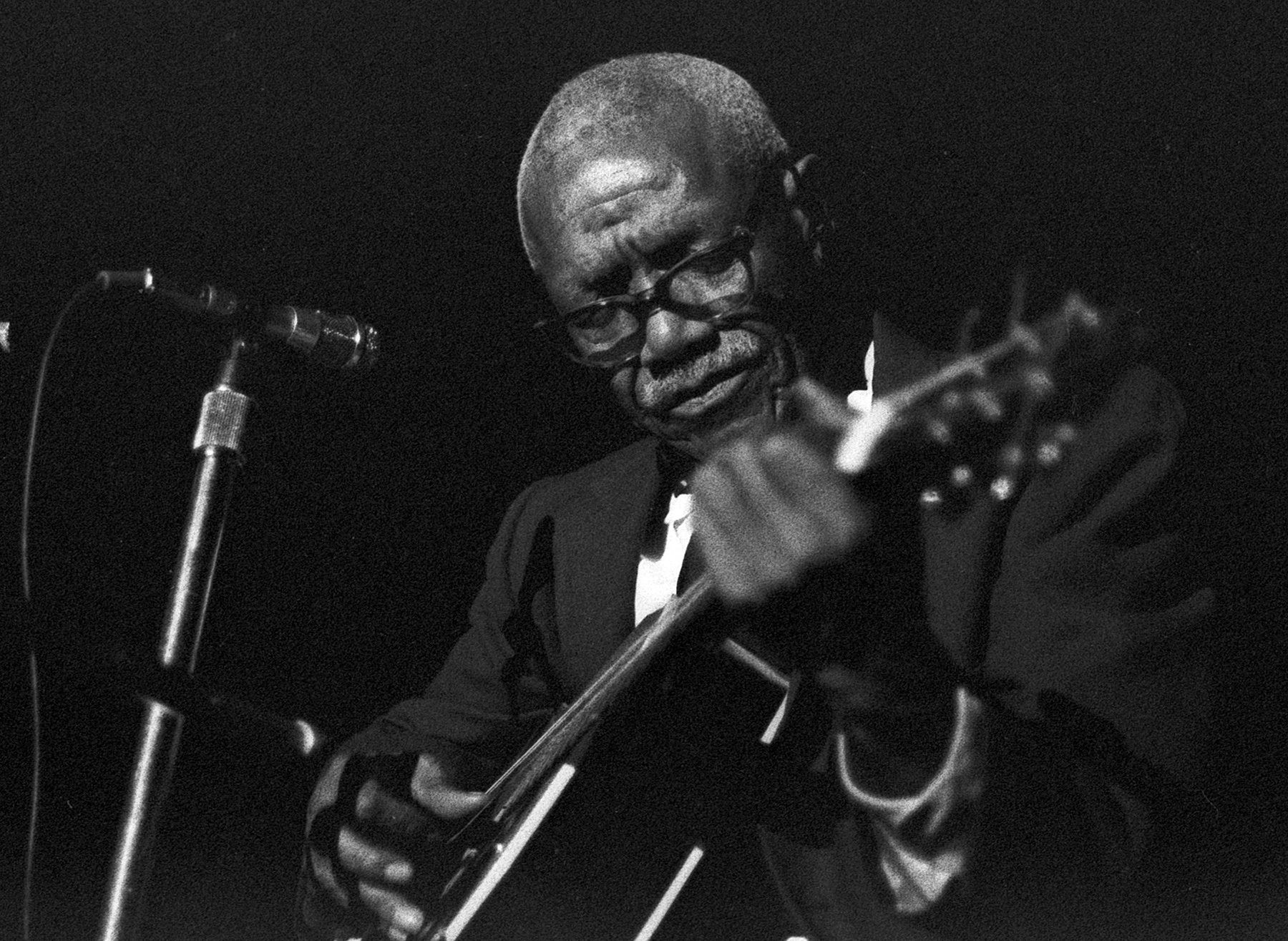
Furry Lewis al Wisconsin Delta Blues Festival, 1970

- Furry Sings the Blues venne composta sotto l'influsso della cocaina durante il tour promozionale dell’album The Hissing of Summer Lawns[31] e rievoca l’incontro che si svolse fra Joni Mitchell e il bluesman ultraottantenne Furry Lewis quando il tour fece tappa a Memphis, Tennessee, ai primi di febbraio del 1976.[32] La visita si svolse nella leggendaria Beale Street;[33] la cantautrice tratteggia il ritratto in terza persona[34] di un chitarrista blues che, come lei, utilizzava accordi aperti e che nella sua carriera aveva suonato con W. C. Handy.[35] Nel brano, Neil Young suona l’armonica trasmettendo tocchi di malinconia.[36]

- A Strange Boy si ispira al giovane compagno con il quale, insieme a un altro amico, la cantautrice attraversò parte degli Stati Uniti in un viaggio in automobile.[37] Il terzetto raggiunse il New England e qui Joni Mitchell ebbe un’avventura con il giovane che il testo descrive come immaturo.[38]

- Hejira era stato originariamente intitolato dalla musicista con il nome di Traveling.[17] Il significato proprio del termine fa riferimento all’esodo di Maometto dalla Mecca che ebbe luogo nel 622, ma più genericamente assumeva la valenza di abbandono di territori pericolosi o situazioni critiche.[39] Joni Mitchell aveva interpretato l’espressione araba con una certa dose di immaginazione definendola “una fuga, ma effettuata onorevolmente”, pur se si rischiava una destinazione ignota non necessariamente migliore del posto che si lasciava.[40] Musicalmente, la title track ha un’introduzione strumentale in una tonalità differente dalla porzione di brano occupato dal testo, e questi passaggi espressivi vogliono indicare i variegati panorami che hanno caratterizzato il viaggio. Hejira è il primo brano dell'album che vede l’intervento del  basso fluente di Jaco Pastorius.[41]

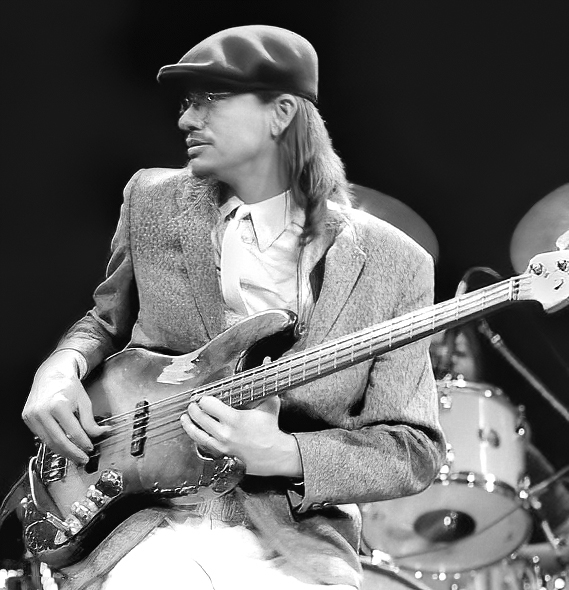
Jaco Pastorius a San Francisco

- Song for Sharon è una lettera aperta scritta sotto l’effetto della cocaina e rivolta a Sharon Bell, un’amica d’infanzia con cui a Maidstone Joni Mitchell assistette a un matrimonio quando aveva cinque anni.[42] A questa partenza segue un intreccio di altre fonti di ispirazione: si passa alla ricerca di un mandolino a Staten Island insieme all’amico Joel Bernstein, poi a una successione di figure femminili – la sua governante Dora, la miglior amica Betsy Asher e la propria madre, e, pur senza nominarla, Phyllis Major Browne, la moglie di Jackson Browne morta suicida.[43]

- Black Crow ritorna sul tema del volo[44] e riprende Joni Mitchell come raffigurata nella copertina interna dell’LP.[45] Dal punto di vista musicale è un motivo funk senza percussioni[46] nel quale spazio, struttura e sonorità della composizione sono accentuati dalle improvvisazioni vocali.[47]

- Blue Motel Room trae ispirazione dal soggiorno nell’ambiente distaccato dell’hotel Hilton situato sulla spiaggia di Tybee Island, situazione che offriva a Joni Mitchell quella distanza ideale per la composizione di un motivo leggero[48] che ritraeva il personaggio triste con levità e acume, e individuando aspetti umoristici nelle ballate che erano tradizionalmente malinconiche.[49]

- Refuge of the Road vuole essere un riassunto del percorso interstatale compiuto.[50] Joni Mitchell tratteggia i luoghi degli USA attraversati, le stazioni di servizio in cui ha sostato, i negozi degli Stati meridionali, nel suo viaggio che ha effettuato fisicamente; ma si tratta anche di un percorso spirituale[51] di cui ci trasmette i suoi  stati emozionali, la sua malinconia, le sue sofferenze interrelazionali.[22]

## Tracce
Tutti i brani sono composti da Joni Mitchell.
Lato A
1. Coyote – 5:00
2. Amelia – 6:00
3. Furry Sings the Blues – 5:03
4. A Strange Boy – 4:15
5. Hejira – 6:35

Durata totale: 26:53
Lato B
1. Song for Sharon – 8:30
2. Black Crow – 4:20
3. Blue Motel Room – 5:03
4. Refuge of the Roads – 6:37

Durata totale: 24:30

## Formazione
- Joni Mitchell - voce, chitarra acustica, chitarra elettrica
- Jaco Pastorius - basso
- Larry Carlton - chitarra acustica, chitarra elettrica
- Max Bennett - basso
- John Guerin - batteria
- Bobbye Hall - percussioni
- Victor Feldman - vibrafono
- Chuck Domanico - basso, contrabbasso
- Chuck Findley - tromba
- Tom Scott - sax
- Abe Most - clarinetto
- Neil Young - armonica a bocca

Note aggiuntive:
- Joni Mitchell - produttore, direttore musicale, mixaggio
- Registrazione effettuata al A&M Studios di Hollywood, California
- Hernie "Inspirational" Lewy - ingegnere della registrazione, ingegnere del mixaggio
- Joel Bernstein e Norman Seef - fotografia
- Glen Christensen - direzione artistica
- Keith Williamson - fotostampa
- Steve Katz - assistente ingegnere del suono
- Bernie Grundman - masterizzazione